# Tempête à Washington
Pour les articles homonymes, voir Tempête (homonymie).
Pour plus de détails, voir Fiche technique et Distribution.
Tempête à Washington (Advise and Consent) est un film américain réalisé par Otto Preminger en 1962, produit par la Columbia.

## Synopsis
Le président des États-Unis a décidé de nommer Robert A. Leffingwell au poste de secrétaire d'État. Se sachant malade, le président souhaite confier le département d'État  à un homme qui assurera la continuité de sa politique étrangère puisqu'il n'a qu'une confiance limitée dans son vice-président. La nomination de Leffingwell est soumise au vote du Sénat, mais l'affaire est difficile, le rapport de force entre le parti de la majorité et le parti de l'opposition étant tout juste à l'avantage de Leffingwell, et ce dernier a des ennemis acharnés dans son propre camp. C'est le cas notamment de Seabright Cooley, sénateur de la Caroline du Sud, qui le considère comme un communiste, mais il garde aussi une rancune tenace depuis plusieurs années à cause d'une polémique passée lorsque Leffingwell avait démontré que Cooley avait menti.
Les débats et les manœuvres autour de cette nomination se succèdent pendant deux jours. Une commission d'enquête est formée, présidée par le sénateur Brigham Anderson. Cooley fait nommer comme témoin un fonctionnaire, qui accuse Leffingwell d'avoir participé à l'Université à des réunions communistes. La réfutation de ce témoignage est difficile. Dans les coulisses, les manœuvres se multiplient avec leurs conséquences : chantages, faux témoignages, retournements, ambitions et vies brisées.

## Fiche technique
- Titre du film : Tempête à Washington
- Titre original : Advise and Consent
- Réalisation : Otto Preminger
- Scénario : Wendell Mayes, d'après le roman éponyme en anglais d'Allen Drury (1960)
- Musique : Jerry Fielding
  - Chanson The Song from Advise and Consent : paroles de Ned Washington, interprétation par Frank Sinatra
- Photographie : Sam Leavitt
- Direction artistique : Arnold Pine
- Décors : Eli Benneche
- Costumes : Patricia Hope Bryce
- Montage : Louis R. Loeffler
- Générique et affiche : Saul Bass
- Production : Otto Preminger
- Société de production : Otto Preminger Films
- Société de distribution : Columbia Pictures
- Pays d'origine :  États-Unis
- Langue originale : anglais
- Genre : Drame, thriller
- Format : noir et blanc - 35 mm - Panavision
- Durée : 139 min
- Dates de sortie :
  - États-Unis : 6 juin 1962
- Affiche : Saul Bass (États-Unis)

## Distribution
| - Henry Fonda (VF : René Arrieu) : Robert A. Leffingwell, candidat pour le poste de secrétaire d'État des États-Unis - Charles Laughton (VF : Jean Davy) : Seabright Cooley, sénateur de Caroline du Sud, président pro tempore du Sénat - Don Murray (VF : Roland Ménard) : Brigham « Brig » Anderson, sénateur de l'Utah - Walter Pidgeon (VF : Jean Martinelli) : Robert « Bob » Munson, sénateur du Michigan, chef de la majorité - Peter Lawford (VF : Michel Gudin) : Lafe Smith, sénateur de Rhode Island - Gene Tierney : Dolly Harrison - Franchot Tone (VF : Pierre Gay) : le président des États-Unis - Lew Ayres (VF : Roger Tréville) : Harley Hudson, vice-président des États-Unis, ancien gouverneur du Delaware - Burgess Meredith : Herbert Gelman, témoin contre Leffingwell - Eddie Hodges (VF : Georges Poujouly) : Johnny Leffingwell, le fils de Robert A. Leffingwell - Paul Ford : Stanley Danta, sénateur du Connecticut - Inga Swenson (VF : Paule Emanuele) : Ellen Anderson, l'épouse de Brigham Anderson - Tom Helmore : l'ambassadeur britannique (en) | - George Grizzard (VF : Roger Rudel) : Frederick « Fred » Van Ackerman, sénateur du Wyoming - Edward Andrews (VF : Jean-Henri Chambois) : Orrin Knox, sénateur de l'Illinois - William Quinn (VF : André Valmy) : Paul Hendershot, sénateur de l'Indiana - Malcolm Atterbury (VF : Yves Brainville) : Tom August, sénateur du Minnesota, président du comité des affaires étrangères - Will Geer (VF : Raymond Rognoni) : Warren Strickland, sénateur de l'Idaho, chef de la minorité - Betty White (VF : Jacqueline Porel) : Bessie Adams, sénatrice du Kansas - Paul McGrath (VF : Jean-François Laley) : Hardiman Fletcher (Herman Fletcher en VF), du ministère des Finances, alias James Morton - Michele Montau (VF : Claire Guibert) : Célestine Barré, l'épouse de l'ambassadeur de France, Raoul Barré, dansant avec Lafe Smith - Hilary Eaves (VF : Jacqueline Porel) : lady Maudulayne - J. Edward McKinley : Powell Hanson, sénateur du Nouveau-Mexique - Irv Kupcinet (en) : un journaliste - John Granger : Raymond « Ray » Shaff, vétéran de l'armée, ancien compagnon de Brigham Anderson - Larry Tucker : Manuel, l'ami de Ray |

## Musique
Dans le club gay de New York, le juke-box joue une chanson interprétée par Frank Sinatra.

## Analyses
Le titre original du film Advise and Consent évoque une procédure constitutionnelle américaine par laquelle le président des États-Unis, après avoir nommé les membres de son Cabinet, les propose pour avis et consentement au Sénat (advice and consent). Ce dernier peut approuver et confirmer les nominations ou les rejeter, au moyen d'un vote obtenu à la majorité simple.
Dans le film d'Otto Preminger, la procédure se déroule suivant des circonstances inhabituellement exceptionnelles. La séance de vote des sénateurs se tient lors de la dernière séquence du film. Le critique de cinéma Patrick Saffar la commente ainsi : « Nous sommes à l'heure du vote des sénateurs qui doivent enfin se prononcer sur la confirmation de la nomination du secrétaire d'État Leffingwell (Henry Fonda). [...] Fait essentiel, à la demande du sénateur Bob Munson (Walter Pidgeon), chef de la majorité, chaque sénateur a recouvré sa liberté de vote, en dehors de toute consigne d'appareil. Cette longue séquence [...] peut être décomposée en trois phases : le déroulement de la procédure, [...] la retransmission radiophonique de ce même vote [...] et la décision du président du Sénat. » Dans le film, on voit le président des États-Unis suivre en direct les opérations de vote depuis son bureau de la Maison-Blanche. D'une santé déjà chancelante, le président s'écroule, terrassé au cours de sa seconde apparition (photographié hors-champ). Or, le vote, à la suite du « basculement » soudain du sénateur Smith (Peter Lawford), aboutit à une égalité de voix « pour » et « contre ». « Il y là, de la part de Preminger, une vision sceptique et même ironique du libre jeu démocratique, lequel est susceptible d'aboutir à sa propre paralysie », écrit Patrick Saffar. Mais, le Vice-Président, habilité à faire pencher la balance, ne le fera pas non plus, puisqu'en vertu du décès subit du président des États-Unis, il « renaît » sous un nouveau statut, celui de nouveau Président. « En conséquence, il déclare annuler la procédure de vote, avant de confirmer à Munson qu'il préfère choisir lui-même son secrétaire d'État. [...] L'irruption de la mort y coïncide [..] avec l'irrationnel de l'égalité des voix, qui est aussi un point limite de la démocratie [...] Mais la Constitution américaine, qui intègre ces deux cas extrêmes (et donc la mort elle-même) tout en les “dépassant”, permet à son tour la renaissance du jeu démocratique. ».
Au cours d'un entretien publié, à l'origine, dans la revue anglaise Movie, puis traduite en français pour Visages du cinéma, Otto Preminger commente son film ainsi : « Je crois que la politique dans Advise and Consent est véritablement un arrière-plan. Des gens m'ont dit avant que j'aie commencé mon film [...] qu'on ne le comprendrait pas facilement dans d'autres pays. Je ne vois pas pourquoi les gens ne comprendraient pas. Après tout, les Américains eux-mêmes ne sont pas très au courant des complications de la politique américaine. »

## Accueil critique
Serge Daney écrit dans Visages du cinéma :
« Concédons-le à ses détracteurs, le cinéma d'Otto Preminger est froid et, de plus, n'offre aucune prise à la critique littéraire. Nul de ces trucs qu'il est convenu d'appeler mise en scène mais un regard implacable et amer. Celui qui n'aurait pas ressenti dès Laura l'ambiguïté de ce regard ne saurait être persuadé de la beauté de Tempête à Washington [...] ». « L'entomologie l'emporte sur l'épopée sans l'exclure puisque telles sont les deux vocations de l'art premingerien. Tempête à Washington, c'est plutôt Autopsie d'un meurtre au carré ; de ce film il a l'humour, la justesse et surtout la précision documentaire. »
Patrick Brion écrit dans Télérama, sous le pseudonyme d'André Moreau :
« Tempête à Washington est l'un des plus beaux films de Preminger. C'est tout à la fois un document passionnant sur la vie politique américaine et une réflexion douloureuse sur le pouvoir, la vie et le passé. Le spectateur est plongé dans les coulisses de la politique américaine, passant du bureau du Président à la commission d'enquête sénatoriale, d'une réception mondaine à une conversation politique de la plus haute importance. Bien que Preminger ait soigneusement évité de faire un film « à clefs », il est difficile de ne pas imaginer, derrière le dangereux sénateur Cooley, l'ombre de Joseph McCarthy, le réactionnaire politicien du Wisconsin qui pourchassait le communiste. Film aux multiples facettes, « Tempête à Washington » est une œuvre admirablement interprétée et mise en scène. »[réf. nécessaire]